# Promozione Sicilia 1982-1983
Nella stagione 1982-1983 la Promozione era sesto livello del calcio italiano (il massimo livello regionale).
Qui vi sono le statistiche relative al campionato gestito dal Comitato Regionale Siculo per la regione Sicilia.
Il campionato è strutturato in vari gironi all'italiana su base regionale, gestiti dai Comitati Regionali di competenza. Promozioni alla categoria superiore e retrocessioni in quella inferiore non erano sempre omogenee; erano quantificate all'inizio del campionato dal Comitato Regionale secondo le direttive stabilite dalla Lega Nazionale Dilettanti, ma flessibili, in relazione al numero delle società retrocesse dal Campionato Interregionale e perciò, a seconda delle varie situazioni regionali, la fine del campionato poteva avere degli spareggi sia di promozione che di retrocessione.

## Girone A

### Classifica finale
|  | Pos. | Squadra               | Pt | G  | V  | N  | P  | GF | GS | DR  |
|  | ---- | --------------------- | -- | -- | -- | -- | -- | -- | -- | --- |
|  | 1.   | Folgore Castelvetrano | 49 | 30 | 21 | 7  | 2  | 49 | 12 | +37 |
|  | 2.   | Pro Sciacca           | 45 | 30 | 17 | 11 | 2  | 44 | 13 | +31 |
|  | 3.   | Ravanusa              | 38 | 30 | 14 | 10 | 6  | 36 | 18 | +18 |
|  | 4.   | Monreale              | 35 | 30 | 13 | 9  | 8  | 36 | 27 | +9  |
|  | 5.   | Cantieri Navali       | 34 | 30 | 13 | 8  | 9  | 39 | 27 | +12 |
|  | 6.   | Ribera                | 32 | 30 | 12 | 8  | 10 | 29 | 39 | -10 |
|  | 7.   | Partinicaudace        | 28 | 30 | 8  | 12 | 10 | 25 | 25 | 0   |
|  | 8.   | Sciacca               | 28 | 30 | 9  | 10 | 11 | 29 | 29 | 0   |
|  | 9.   | Design 2000 Bagheria  | 27 | 30 | 8  | 11 | 11 | 21 | 21 | 0   |
|  | 10.  | Nicosia               | 27 | 30 | 9  | 9  | 12 | 35 | 36 | -1  |
|  | 11.  | Termitana             | 27 | 30 | 9  | 9  | 12 | 34 | 36 | -2  |
|  | 12.  | Campofranco           | 27 | 30 | 8  | 11 | 11 | 29 | 31 | -2  |
|  | 13.  | Atletico Canicattì    | 26 | 30 | 10 | 6  | 14 | 32 | 33 | -1  |
|  | 14.  | Atletico Armerina     | 24 | 30 | 9  | 6  | 15 | 23 | 42 | -19 |
|  | 15.  | Empedoclina ( -3)     | 16 | 30 | 7  | 5  | 18 | 22 | 46 | -24 |
|  | 16.  | Castelbuono           | 14 | 30 | 3  | 8  | 19 | 25 | 73 | -48 |

- Pro Sciacca promosso per ripescaggio.

## Girone B

### Classifica finale
|  | Pos. | Squadra            | Pt | G  | V  | N  | P  | GF | GS | DR  |
|  | ---- | ------------------ | -- | -- | -- | -- | -- | -- | -- | --- |
|  | 1.   | Ragusa             | 38 | 30 | 16 | 6  | 8  | 43 | 23 | +20 |
|  | 2.   | Bronte             | 35 | 30 | 13 | 9  | 8  | 46 | 29 | +17 |
|  | 3.   | Scicli             | 35 | 30 | 12 | 11 | 7  | 38 | 26 | +12 |
|  | 4.   | Sant'Agata         | 32 | 30 | 10 | 12 | 8  | 40 | 30 | +10 |
|  | 5.   | Pozzallo           | 32 | 30 | 9  | 14 | 7  | 34 | 32 | +2  |
|  | 6.   | Francavilla        | 31 | 30 | 9  | 13 | 8  | 46 | 35 | +11 |
|  | 7.   | Orlandina          | 31 | 30 | 10 | 11 | 9  | 37 | 33 | +4  |
|  | 8.   | Niscemi            | 30 | 30 | 10 | 10 | 10 | 31 | 28 | +3  |
|  | 9.   | Avola              | 30 | 30 | 10 | 10 | 10 | 32 | 29 | +3  |
|  | 10.  | Pattese            | 30 | 30 | 10 | 10 | 10 | 36 | 40 | -4  |
|  | 11.  | Megara Augusta     | 30 | 30 | 11 | 8  | 11 | 33 | 37 | -4  |
|  | 12.  | Ramacca            | 29 | 30 | 11 | 7  | 12 | 39 | 35 | +4  |
|  | 13.  | Vittoria           | 29 | 30 | 10 | 9  | 11 | 41 | 39 | +2  |
|  | 14.  | Leonzio            | 27 | 30 | 10 | 7  | 13 | 29 | 44 | -15 |
|  | 15.  | Eurosolare Adrano  | 25 | 30 | 9  | 7  | 14 | 27 | 42 | -15 |
|  | 16.  | Sporting Militello | 16 | 30 | 5  | 6  | 19 | 29 | 79 | -50 |